# У једном граду ко зна ком
„У једном граду ко зна ком” је југословенска телевизијска серија снимљена 1964. године у продукцији Телевизије Београд.

## Епизоде
| Сезона | Епизода | Назив     | Датум            |
| ------ | ------- | --------- | ---------------- |
| 1      | 1       | Улице     | 25. априла 1964. |
| 1      | 2       | Паркови   | 2. маја 1964.    |
| 1      | 3       | Мостови   | 9. маја 1964.    |
| 1      | 4       | Кровови   | 16. маја 1964.   |
| 1      | 5       | Луна парк | 23. маја 1964.   |

## Улоге
| Глумац                  | Улога        |
| ----------------------- | ------------ |
| Јованка Бјегојевић      | (5 еп. 1964) |
| Радмило Ћурчић          | (5 еп. 1964) |
| Стјепан Џими Станић     | (5 еп. 1964) |
| Душан Јакшић            | (5 еп. 1964) |
| Предраг Лаковић         | (5 еп. 1964) |
| Зоран Лонгиновић        | (5 еп. 1964) |
| Лола Новаковић          | (5 еп. 1964) |
| Милан Панић             | (5 еп. 1964) |
| Михајло Бата Паскаљевић | (5 еп. 1964) |
| Зоран Ристановић        | (5 еп. 1964) |
| Божидар Стошић          | (5 еп. 1964) |
| Миња Субота             | (5 еп. 1964) |
| Сенка Велетанлић        | (5 еп. 1964) |

Комплетна ТВ екипа ▼
| Редитељ     | Сава Мрмак         | (5 еп. 1964) |
| Сценариста  | Новак Новак        | (5 еп. 1964) |
| Композитор  | Дарко Краљић       | (5 еп. 1964) |
| Сценограф   | Драгољуб Лазаревић | (5 еп. 1964) |
| Костимограф | Јелисавета Гобецки | (5 еп. 1964) |